# Calaphis magnolicolens
Calaphis magnolicolens är en insektsart. Calaphis magnolicolens ingår i släktet Calaphis och familjen långrörsbladlöss. Inga underarter finns listade i Catalogue of Life.